# La Ferrière, Vendée
La Ferrière là một Xã thuộc tỉnh Vendée trong vùng Pays de la Loire, Pháp. Xã này có diện tích 47,17 km², dân số năm 2006 là 4301 người. Xã này nằm ở khu vực có độ cao trung bình 92 mét trên mực nước biển.
Danh xưng dân địa phương trong tiếng Pháp là ferrièrois.

## Biến động dân số
| Năm | 1962  | 1968  | 1975  | 1982  | 1990  | 1999  | 2006  |
| --- | ----- | ----- | ----- | ----- | ----- | ----- | ----- |
| Dân số | 2 007 | 2 009 | 2 393 | 3 361 | 3 765 | 3 948 | 4 301 |
| From the year 1962 on: No double counting—residents of multiple communes (e.g. students and military personnel) are counted only once. |       |       |       |       |       |       |       |